# Pa'l Norte 2019
Pa'l Norte 2019 fue la octava edición del festival. Tuvo lugar los días 22 y 23 de marzo en Parque Fundidora, Monterrey.

## Desarrollo
La venta de boleto tempranero se anunció para el 30 y 31 de octubre de 2018 para clientes Banregio, mientras que la general a partir del 1 de noviembre. El abono general tuvo un costo inicial de $1660 y el VIP $2660.
En enero de 2019 se confirma un nuevo escenario enclavado en medio del bosque llamado “Villa Maravilla”, dedicado a la industria underground de la música electrónica, techno y beats experimentales.
Al término del festival se confirma como el más taquillero del año en México, logrando por segunda ocasión consecutiva congregar a más de 200 000 asistentes durante ambos días.

## Line up
Se lanzó el 21 de noviembre de 2018 contando con exponentes de diversos géneros que van desde el pop hasta el rap, rock y electrónica.
Los horarios por día se confirmaron el 12 de marzo de 2019, teniendo como principales atracciones a Arctic Monkeys para el viernes, Kings of Leon y Santana para el sábado. El mismo día se confirmó la baja de Coco Santos y Justin Caruso.

### Tecate Light
| Viernes | Sábado |
| --- | --- |
| - Arctic Monkeys - Café Tacvba - Nicky Jam - Dread Mar-I - Little Jesus - Alemán - El Cuarteto de Nos - Tessa Ía | - Kings of Leon - Santana - Hombres G & Enanitos Verdes - Alan Walker - Siddhartha - Bengala - Odisseo - Juan Pablo Vega - Afro Brothers |

### Tecate Original
| Viernes                                                                   | Sábado |
| ------------------------------------------------------------------------- | --- |
| - Nach - The 1975 - Snow Patrol - Ximena Sariñana - Allison - La Garfield | - Los Caligaris - Residente - Good Charlotte - Karol G - Reyno - Charles Ans - Los Mesoneros - Primavera Club |

### Fusión Telcel
| Viernes | Sábado |
| --- | --- |
| - Tokyo Ska Paradise Orchestra - Porter - Rock en tu Idioma Sinfónico II - Titán - The Wookies - Centavrvs - Don Tetto | - La Sonora Dinamita - The Hives - A Day to Remember - LANY - Inspector - Chk chk chk - Los Blenders - Serbia - Luisa Vox |

### Villa Maravilla Tecate
| Viernes | Sábado                                                                                                  |
| --- | --- |
| - Damian Lazarus - George Fitzgerald - Flor Capistrán - Hino - Andrade vs The Versa - El Astro - Mind Cinema | - Guy Gerber - Pete Tong - Alejandro Franco - Camel Power Club - Andrü - Notwins - Los García - Tuzeint |

### Club Social Kia
| Viernes | Sábado |
| --- | --- |
| - Kungs - 3LAU - Kasbo - The Zombie Kids - Mr. Pig - Salón Acapulco - Freebot - Omar Vera - Kirnbauer & DLM - Sergio Guzmán | - Jonas Blue - GTA - Phantoms - AMG - Samantha Ronson - Charly - The Wookies - Midnight Generation - Los Dutis - Bzars - Aiamwhy - Sam Katz b2b Memo García - Roy Núñez |

### Sorpresa Viva[6]
| Viernes                           | Sábado                                    |
| --------------------------------- | ----------------------------------------- |
| - Manuel Turizo - Cristian Castro | - Los Tucanes de Tijuana - Chichí Peralta |

### Acústico Banregio
| Viernes                                               | Sábado                                            |
| ----------------------------------------------------- | ------------------------------------------------- |
| - Good Charlotte - Los Tres - La Gusana Ciega - Reyno | - Jake Bugg - Drake Bell - Jay de la Cueva - Coda |

### Pilo’s Bar
| Viernes                                         | Sábado                                                     |
| ----------------------------------------------- | ---------------------------------------------------------- |
| - Fara Fara - Lalo Mora - Costumbre - Buyucheck | - Fara Fara - El Poder del Norte - Tropical Panamá - Jonaz |